# Ufotable
Ufotable, Inc. (ユーフォーテーブル有限会社 Yūfōtēburu yūgen gaisha?) är en animationsstudio baserad i Nakano, Tokyo i Japan. Företaget grundades i oktober 2000 av före detta TMS Entertainment-anställda.

## Produktioner

### TV-serier
- Weiß Kreuz Glühen (2002-2003)
- Sumeba miyako no Cosmos-sō suttoko taisen Dokkoidaa (2003)
- Ninin ga shinobuden (2004)
- Futakoi Alternative (2005)
- Coyote Ragtime Show (2006)
- Gakuen Utopia Manabi Straight! (2007)
- Yawarakame (2009-2010)
- Fate/Zero (2011)
- Fate/Zero 2 (2012)
- Fate/stay night: Unlimited Blade Works (2014)
- Fate/stay night: Unlimited Blade Works 2 (2015)
- God Eater (2015)
- Kimetsu no yaiba (2019)

### OVA
- Aoi umi no Tristia (2004)
- Tales of Symphonia The Animation: Sylvarant Episode (2007)
- Gakuen Utopia Manabi Straight! (2007)
- God Eater Prologue (2009)
- Toriko (2009)
- Yuri seijin Naoko-san (2010-2012)
- Tales of Symphonia The Animation: Tethe'alla Episode (2010-2011)
- Kara no kyōkai: The Garden of Sinners (2011)
- Tales of Symphonia The Animation: The United Word Episode (2011-2012)
- Minori Scramble! (2012)
- Gyo (2012)

### Animerade långfilmer
- Kara no kyōkai: The Garden of Sinners-serien:

1. Kara no kyōkai dai-isshō: Fukan fūkei (2007)
2. Kara no kyōkai dai-nishō: Satsujin kōsatsu (zen) (2007)
3. Kara no kyōkai dai-sanshō: Tsūkaku zanryū (2008)
4. Kara no kyōkai dai-yonshō: Garan no dō (2008)
5. Kara no kyōkai dai-goshō: Mujun rasen (2008)
6. Kara no kyōkai dai-rokushō: Bōkyaku rokuon (2008)
7. Kara no kyōkai dai-nanashō: Satsujin kōsatsu (go) (2009)
8. Kara no kyōkai: Mirai fukuin (2013)

- Sakura no ondo (2011)
- Majocco shimai no Yoyo to Nene (2013)
- Fate/stay night: Heaven's Feel (2017)

### Animation till datorspel
- Gods Eater Burst (2010)
- Black Rock Shooter: The Game (2011)
- Tales of Xillia (2011)
- Tales of Xillia 2 (2012)
- Fate/stay night: Réalta Nua (2012)
- Summon Night 5 (2013)
- God Eater 2 (2013)
- Natural Doctrine (2014)
- Fate/hollow ataraxia (2015)
- Tales of Zestiria (2015)
- Tales of Berseria (2016)
- God Eater 3 (2018)
- Code Vein (2019)